# 仁平裕子
仁平 裕子（にへい ゆうこ、1984年2月21日 - 本名非公開）は東京都出身の元タレント、元女優。血液型はO型。活動当時はプロダクション尾木所属。
高校（インターナショナルスクール）卒業後、私立慶應義塾大学法学部へ。

## 来歴・人物
- 厳格な両親のもと、幼少期より英才教育を受けていた。具体的には学習塾、ピアノ、バレエ、英会話、書道、水泳、体操と、7つもの習い事をしていた[1]。
- このうち、ピアノは3歳から習っていた。安川加壽子の弟子であった吉崎純子に師事。公益財団法人日本ピアノ教育連盟主催ピアノ・オーディション第10、11、12回奨励賞受賞。こうして、中学生になる前まではピアニストへの道を勧められていたが、本人にその気がなく、受験勉強を機に辞めてしまった[1]。
- 大学在学中の2002年夏に、雑誌『De-view』と連動して行われた大規模のオーディションで、先述の所属事務所にスカウトされる。役者を志したのは、テレビドラマ『ごくせん』の主演女優仲間由紀恵に憧れたため。まさか同じ事務所に所属できるとは思ってもいなかったとのこと[1]。NHK朝の連続テレビ小説『わかば』が本格的な女優活動初作品であった。
- 大叔父は元防衛省（海上幕僚監部）第25代総監・久保宏。
- 見た目ではわからないが、Eカップである。井上和香体操によりサイズアップしたらしい[2]。
- 2008年引退。

## 出演

### テレビドラマ
- 侵略ちょ〜美少女ミリ（2003年、BSフジ）- 悪役ヒロイン 役
- 天国への応援歌 チアーズ〜チアリーディングに懸けた青春〜（2004年4月3日、日本テレビ）[3] - 3年部員：裕子 役
- 朝の連続テレビ小説わかば（2004年 - 2005年、NHK）- 吉村絵里（ヒロインの親友） 役
- 自治会長・糸井緋芽子社宅の事件簿スペシャル（2006年、TBS）- 萩本つかさ（ベンガル・松金よね子演じる夫婦の娘） 役
- ダンドリ。〜Dance☆Drill〜（2006年、フジテレビ） - 土屋志織（バスケ部キャプテン） 役
- クピドの悪戯 虹玉（2006年、テレビ東京）- クミ 役
- 笑える恋はしたくない（2006年、TBS）- レストラン店員 役
- 松本清張・最終章 わるいやつら（2007年、テレビ朝日）- 米倉涼子演じる看護士の同僚看護士 役
- 特命係長 只野仁（3rdシーズン）第30話  （2007年3月9日、テレビ朝日）
- 弁天祐美子法律事務所（2007年4月28日、テレビ朝日）
- ジョシデカ!-女子刑事-（2007年10月 - 12月、TBS）- 水野明日美 役
- 愛の劇場スイート10〜最後の恋人〜（2008年3月 - 5月、TBS）- 藤崎洋子 役
- 金曜プレステージ名司会者・寿鶴子 殺人スピーチ4（2008年7月、フジテレビ）- 菊地麻奈美 役
- 三夜連続放送恋うたドラマSP純愛ラプソディ（2008年10月、TBS）- 須藤亜由美 役
- テレビ東京開局45周年記念新春ワイド時代劇 寧々〜おんな太閤記〜（2009年1月、テレビ東京）- すえ 役

### バラエティ、その他
- デジ屋台（2002年、TBS）- 司会・デジモ
- シスたちのプライバ（2003年、BS-i）- 司会
- わが心の大阪メロディー（2004年、NHK）- わかば番宣
- 劇場への招待（2006年、NHK教育）- 舞台わかばの中継
- 深夜劇場へようこそ（2006年、NHK）- 舞台わかばの中継
- めざましテレビ（2006年、フジテレビ）- ダンドリ番宣
- チャンネルα（2006年、フジテレビ）- ダンドリ番宣
- カスペ（2006年、フジテレビ）- ダンドリ番宣
- スーパービンゴナイト!（2007年、TBS）- ジョシデカ番宣

### CM
- 国税庁確定申告（2006年）
- au by KDDI 家族割（スチル／2007年）
  - au by KDDI 誰でも割〜劇団仲間旗揚げ篇〜（2007年 - ）
  - au by KDDI auご紹介プレゼント（スチル／2008年）
- キヤノン DS技術フェイスキャッチテクノロジー〜みんないい顔篇〜（2007年 - ）

### 映画
- パッチギ! LOVE&PEACE（2007年、監督：井筒和幸、配給：シネカノン）
- エリートヤンキー三郎（2009年、監督：山口雄大、配給：東映）-シスターケイ 役

### 舞台
- わかば（2005年、明治座）- メインキャスト・藤倉亜紀 役
- Locker game vol.2（2007年、SHINJUKU FACE）

### DVD
- エラいところに嫁いでしまった!（2007年6月22日発売、発売元：株式会社テレビ朝日 / 販売元：東宝株式会社） - 伊藤弥生 役